# Astrophocaudia
Astrophocaudia là một chi khủng long, được D’Emic mô tả khoa học năm 2012.